# Кригшпиль (шахматы)
|   | a | b | c | d | e | f | g | h |   |
| - | --- | --- | --- | --- | --- | --- | --- | --- | - |
| 8 | d4 белая пешка · f4 белый слон · b3 белый слон · c3 белый конь · f3 белый конь · a2 белая пешка · b2 белая пешка · f2 белая пешка · g2 белая пешка · h2 белая пешка · a1 белая ладья · d1 белый ферзь · e1 белая ладья · g1 белый король | d4 белая пешка · f4 белый слон · b3 белый слон · c3 белый конь · f3 белый конь · a2 белая пешка · b2 белая пешка · f2 белая пешка · g2 белая пешка · h2 белая пешка · a1 белая ладья · d1 белый ферзь · e1 белая ладья · g1 белый король | d4 белая пешка · f4 белый слон · b3 белый слон · c3 белый конь · f3 белый конь · a2 белая пешка · b2 белая пешка · f2 белая пешка · g2 белая пешка · h2 белая пешка · a1 белая ладья · d1 белый ферзь · e1 белая ладья · g1 белый король | d4 белая пешка · f4 белый слон · b3 белый слон · c3 белый конь · f3 белый конь · a2 белая пешка · b2 белая пешка · f2 белая пешка · g2 белая пешка · h2 белая пешка · a1 белая ладья · d1 белый ферзь · e1 белая ладья · g1 белый король | d4 белая пешка · f4 белый слон · b3 белый слон · c3 белый конь · f3 белый конь · a2 белая пешка · b2 белая пешка · f2 белая пешка · g2 белая пешка · h2 белая пешка · a1 белая ладья · d1 белый ферзь · e1 белая ладья · g1 белый король | d4 белая пешка · f4 белый слон · b3 белый слон · c3 белый конь · f3 белый конь · a2 белая пешка · b2 белая пешка · f2 белая пешка · g2 белая пешка · h2 белая пешка · a1 белая ладья · d1 белый ферзь · e1 белая ладья · g1 белый король | d4 белая пешка · f4 белый слон · b3 белый слон · c3 белый конь · f3 белый конь · a2 белая пешка · b2 белая пешка · f2 белая пешка · g2 белая пешка · h2 белая пешка · a1 белая ладья · d1 белый ферзь · e1 белая ладья · g1 белый король | d4 белая пешка · f4 белый слон · b3 белый слон · c3 белый конь · f3 белый конь · a2 белая пешка · b2 белая пешка · f2 белая пешка · g2 белая пешка · h2 белая пешка · a1 белая ладья · d1 белый ферзь · e1 белая ладья · g1 белый король | 8 |
| 7 | d4 белая пешка · f4 белый слон · b3 белый слон · c3 белый конь · f3 белый конь · a2 белая пешка · b2 белая пешка · f2 белая пешка · g2 белая пешка · h2 белая пешка · a1 белая ладья · d1 белый ферзь · e1 белая ладья · g1 белый король | d4 белая пешка · f4 белый слон · b3 белый слон · c3 белый конь · f3 белый конь · a2 белая пешка · b2 белая пешка · f2 белая пешка · g2 белая пешка · h2 белая пешка · a1 белая ладья · d1 белый ферзь · e1 белая ладья · g1 белый король | d4 белая пешка · f4 белый слон · b3 белый слон · c3 белый конь · f3 белый конь · a2 белая пешка · b2 белая пешка · f2 белая пешка · g2 белая пешка · h2 белая пешка · a1 белая ладья · d1 белый ферзь · e1 белая ладья · g1 белый король | d4 белая пешка · f4 белый слон · b3 белый слон · c3 белый конь · f3 белый конь · a2 белая пешка · b2 белая пешка · f2 белая пешка · g2 белая пешка · h2 белая пешка · a1 белая ладья · d1 белый ферзь · e1 белая ладья · g1 белый король | d4 белая пешка · f4 белый слон · b3 белый слон · c3 белый конь · f3 белый конь · a2 белая пешка · b2 белая пешка · f2 белая пешка · g2 белая пешка · h2 белая пешка · a1 белая ладья · d1 белый ферзь · e1 белая ладья · g1 белый король | d4 белая пешка · f4 белый слон · b3 белый слон · c3 белый конь · f3 белый конь · a2 белая пешка · b2 белая пешка · f2 белая пешка · g2 белая пешка · h2 белая пешка · a1 белая ладья · d1 белый ферзь · e1 белая ладья · g1 белый король | d4 белая пешка · f4 белый слон · b3 белый слон · c3 белый конь · f3 белый конь · a2 белая пешка · b2 белая пешка · f2 белая пешка · g2 белая пешка · h2 белая пешка · a1 белая ладья · d1 белый ферзь · e1 белая ладья · g1 белый король | d4 белая пешка · f4 белый слон · b3 белый слон · c3 белый конь · f3 белый конь · a2 белая пешка · b2 белая пешка · f2 белая пешка · g2 белая пешка · h2 белая пешка · a1 белая ладья · d1 белый ферзь · e1 белая ладья · g1 белый король | 7 |
| 6 | d4 белая пешка · f4 белый слон · b3 белый слон · c3 белый конь · f3 белый конь · a2 белая пешка · b2 белая пешка · f2 белая пешка · g2 белая пешка · h2 белая пешка · a1 белая ладья · d1 белый ферзь · e1 белая ладья · g1 белый король | d4 белая пешка · f4 белый слон · b3 белый слон · c3 белый конь · f3 белый конь · a2 белая пешка · b2 белая пешка · f2 белая пешка · g2 белая пешка · h2 белая пешка · a1 белая ладья · d1 белый ферзь · e1 белая ладья · g1 белый король | d4 белая пешка · f4 белый слон · b3 белый слон · c3 белый конь · f3 белый конь · a2 белая пешка · b2 белая пешка · f2 белая пешка · g2 белая пешка · h2 белая пешка · a1 белая ладья · d1 белый ферзь · e1 белая ладья · g1 белый король | d4 белая пешка · f4 белый слон · b3 белый слон · c3 белый конь · f3 белый конь · a2 белая пешка · b2 белая пешка · f2 белая пешка · g2 белая пешка · h2 белая пешка · a1 белая ладья · d1 белый ферзь · e1 белая ладья · g1 белый король | d4 белая пешка · f4 белый слон · b3 белый слон · c3 белый конь · f3 белый конь · a2 белая пешка · b2 белая пешка · f2 белая пешка · g2 белая пешка · h2 белая пешка · a1 белая ладья · d1 белый ферзь · e1 белая ладья · g1 белый король | d4 белая пешка · f4 белый слон · b3 белый слон · c3 белый конь · f3 белый конь · a2 белая пешка · b2 белая пешка · f2 белая пешка · g2 белая пешка · h2 белая пешка · a1 белая ладья · d1 белый ферзь · e1 белая ладья · g1 белый король | d4 белая пешка · f4 белый слон · b3 белый слон · c3 белый конь · f3 белый конь · a2 белая пешка · b2 белая пешка · f2 белая пешка · g2 белая пешка · h2 белая пешка · a1 белая ладья · d1 белый ферзь · e1 белая ладья · g1 белый король | d4 белая пешка · f4 белый слон · b3 белый слон · c3 белый конь · f3 белый конь · a2 белая пешка · b2 белая пешка · f2 белая пешка · g2 белая пешка · h2 белая пешка · a1 белая ладья · d1 белый ферзь · e1 белая ладья · g1 белый король | 6 |
| 5 | d4 белая пешка · f4 белый слон · b3 белый слон · c3 белый конь · f3 белый конь · a2 белая пешка · b2 белая пешка · f2 белая пешка · g2 белая пешка · h2 белая пешка · a1 белая ладья · d1 белый ферзь · e1 белая ладья · g1 белый король | d4 белая пешка · f4 белый слон · b3 белый слон · c3 белый конь · f3 белый конь · a2 белая пешка · b2 белая пешка · f2 белая пешка · g2 белая пешка · h2 белая пешка · a1 белая ладья · d1 белый ферзь · e1 белая ладья · g1 белый король | d4 белая пешка · f4 белый слон · b3 белый слон · c3 белый конь · f3 белый конь · a2 белая пешка · b2 белая пешка · f2 белая пешка · g2 белая пешка · h2 белая пешка · a1 белая ладья · d1 белый ферзь · e1 белая ладья · g1 белый король | d4 белая пешка · f4 белый слон · b3 белый слон · c3 белый конь · f3 белый конь · a2 белая пешка · b2 белая пешка · f2 белая пешка · g2 белая пешка · h2 белая пешка · a1 белая ладья · d1 белый ферзь · e1 белая ладья · g1 белый король | d4 белая пешка · f4 белый слон · b3 белый слон · c3 белый конь · f3 белый конь · a2 белая пешка · b2 белая пешка · f2 белая пешка · g2 белая пешка · h2 белая пешка · a1 белая ладья · d1 белый ферзь · e1 белая ладья · g1 белый король | d4 белая пешка · f4 белый слон · b3 белый слон · c3 белый конь · f3 белый конь · a2 белая пешка · b2 белая пешка · f2 белая пешка · g2 белая пешка · h2 белая пешка · a1 белая ладья · d1 белый ферзь · e1 белая ладья · g1 белый король | d4 белая пешка · f4 белый слон · b3 белый слон · c3 белый конь · f3 белый конь · a2 белая пешка · b2 белая пешка · f2 белая пешка · g2 белая пешка · h2 белая пешка · a1 белая ладья · d1 белый ферзь · e1 белая ладья · g1 белый король | d4 белая пешка · f4 белый слон · b3 белый слон · c3 белый конь · f3 белый конь · a2 белая пешка · b2 белая пешка · f2 белая пешка · g2 белая пешка · h2 белая пешка · a1 белая ладья · d1 белый ферзь · e1 белая ладья · g1 белый король | 5 |
| 4 | d4 белая пешка · f4 белый слон · b3 белый слон · c3 белый конь · f3 белый конь · a2 белая пешка · b2 белая пешка · f2 белая пешка · g2 белая пешка · h2 белая пешка · a1 белая ладья · d1 белый ферзь · e1 белая ладья · g1 белый король | d4 белая пешка · f4 белый слон · b3 белый слон · c3 белый конь · f3 белый конь · a2 белая пешка · b2 белая пешка · f2 белая пешка · g2 белая пешка · h2 белая пешка · a1 белая ладья · d1 белый ферзь · e1 белая ладья · g1 белый король | d4 белая пешка · f4 белый слон · b3 белый слон · c3 белый конь · f3 белый конь · a2 белая пешка · b2 белая пешка · f2 белая пешка · g2 белая пешка · h2 белая пешка · a1 белая ладья · d1 белый ферзь · e1 белая ладья · g1 белый король | d4 белая пешка · f4 белый слон · b3 белый слон · c3 белый конь · f3 белый конь · a2 белая пешка · b2 белая пешка · f2 белая пешка · g2 белая пешка · h2 белая пешка · a1 белая ладья · d1 белый ферзь · e1 белая ладья · g1 белый король | d4 белая пешка · f4 белый слон · b3 белый слон · c3 белый конь · f3 белый конь · a2 белая пешка · b2 белая пешка · f2 белая пешка · g2 белая пешка · h2 белая пешка · a1 белая ладья · d1 белый ферзь · e1 белая ладья · g1 белый король | d4 белая пешка · f4 белый слон · b3 белый слон · c3 белый конь · f3 белый конь · a2 белая пешка · b2 белая пешка · f2 белая пешка · g2 белая пешка · h2 белая пешка · a1 белая ладья · d1 белый ферзь · e1 белая ладья · g1 белый король | d4 белая пешка · f4 белый слон · b3 белый слон · c3 белый конь · f3 белый конь · a2 белая пешка · b2 белая пешка · f2 белая пешка · g2 белая пешка · h2 белая пешка · a1 белая ладья · d1 белый ферзь · e1 белая ладья · g1 белый король | d4 белая пешка · f4 белый слон · b3 белый слон · c3 белый конь · f3 белый конь · a2 белая пешка · b2 белая пешка · f2 белая пешка · g2 белая пешка · h2 белая пешка · a1 белая ладья · d1 белый ферзь · e1 белая ладья · g1 белый король | 4 |
| 3 | d4 белая пешка · f4 белый слон · b3 белый слон · c3 белый конь · f3 белый конь · a2 белая пешка · b2 белая пешка · f2 белая пешка · g2 белая пешка · h2 белая пешка · a1 белая ладья · d1 белый ферзь · e1 белая ладья · g1 белый король | d4 белая пешка · f4 белый слон · b3 белый слон · c3 белый конь · f3 белый конь · a2 белая пешка · b2 белая пешка · f2 белая пешка · g2 белая пешка · h2 белая пешка · a1 белая ладья · d1 белый ферзь · e1 белая ладья · g1 белый король | d4 белая пешка · f4 белый слон · b3 белый слон · c3 белый конь · f3 белый конь · a2 белая пешка · b2 белая пешка · f2 белая пешка · g2 белая пешка · h2 белая пешка · a1 белая ладья · d1 белый ферзь · e1 белая ладья · g1 белый король | d4 белая пешка · f4 белый слон · b3 белый слон · c3 белый конь · f3 белый конь · a2 белая пешка · b2 белая пешка · f2 белая пешка · g2 белая пешка · h2 белая пешка · a1 белая ладья · d1 белый ферзь · e1 белая ладья · g1 белый король | d4 белая пешка · f4 белый слон · b3 белый слон · c3 белый конь · f3 белый конь · a2 белая пешка · b2 белая пешка · f2 белая пешка · g2 белая пешка · h2 белая пешка · a1 белая ладья · d1 белый ферзь · e1 белая ладья · g1 белый король | d4 белая пешка · f4 белый слон · b3 белый слон · c3 белый конь · f3 белый конь · a2 белая пешка · b2 белая пешка · f2 белая пешка · g2 белая пешка · h2 белая пешка · a1 белая ладья · d1 белый ферзь · e1 белая ладья · g1 белый король | d4 белая пешка · f4 белый слон · b3 белый слон · c3 белый конь · f3 белый конь · a2 белая пешка · b2 белая пешка · f2 белая пешка · g2 белая пешка · h2 белая пешка · a1 белая ладья · d1 белый ферзь · e1 белая ладья · g1 белый король | d4 белая пешка · f4 белый слон · b3 белый слон · c3 белый конь · f3 белый конь · a2 белая пешка · b2 белая пешка · f2 белая пешка · g2 белая пешка · h2 белая пешка · a1 белая ладья · d1 белый ферзь · e1 белая ладья · g1 белый король | 3 |
| 2 | d4 белая пешка · f4 белый слон · b3 белый слон · c3 белый конь · f3 белый конь · a2 белая пешка · b2 белая пешка · f2 белая пешка · g2 белая пешка · h2 белая пешка · a1 белая ладья · d1 белый ферзь · e1 белая ладья · g1 белый король | d4 белая пешка · f4 белый слон · b3 белый слон · c3 белый конь · f3 белый конь · a2 белая пешка · b2 белая пешка · f2 белая пешка · g2 белая пешка · h2 белая пешка · a1 белая ладья · d1 белый ферзь · e1 белая ладья · g1 белый король | d4 белая пешка · f4 белый слон · b3 белый слон · c3 белый конь · f3 белый конь · a2 белая пешка · b2 белая пешка · f2 белая пешка · g2 белая пешка · h2 белая пешка · a1 белая ладья · d1 белый ферзь · e1 белая ладья · g1 белый король | d4 белая пешка · f4 белый слон · b3 белый слон · c3 белый конь · f3 белый конь · a2 белая пешка · b2 белая пешка · f2 белая пешка · g2 белая пешка · h2 белая пешка · a1 белая ладья · d1 белый ферзь · e1 белая ладья · g1 белый король | d4 белая пешка · f4 белый слон · b3 белый слон · c3 белый конь · f3 белый конь · a2 белая пешка · b2 белая пешка · f2 белая пешка · g2 белая пешка · h2 белая пешка · a1 белая ладья · d1 белый ферзь · e1 белая ладья · g1 белый король | d4 белая пешка · f4 белый слон · b3 белый слон · c3 белый конь · f3 белый конь · a2 белая пешка · b2 белая пешка · f2 белая пешка · g2 белая пешка · h2 белая пешка · a1 белая ладья · d1 белый ферзь · e1 белая ладья · g1 белый король | d4 белая пешка · f4 белый слон · b3 белый слон · c3 белый конь · f3 белый конь · a2 белая пешка · b2 белая пешка · f2 белая пешка · g2 белая пешка · h2 белая пешка · a1 белая ладья · d1 белый ферзь · e1 белая ладья · g1 белый король | d4 белая пешка · f4 белый слон · b3 белый слон · c3 белый конь · f3 белый конь · a2 белая пешка · b2 белая пешка · f2 белая пешка · g2 белая пешка · h2 белая пешка · a1 белая ладья · d1 белый ферзь · e1 белая ладья · g1 белый король | 2 |
| 1 | d4 белая пешка · f4 белый слон · b3 белый слон · c3 белый конь · f3 белый конь · a2 белая пешка · b2 белая пешка · f2 белая пешка · g2 белая пешка · h2 белая пешка · a1 белая ладья · d1 белый ферзь · e1 белая ладья · g1 белый король | d4 белая пешка · f4 белый слон · b3 белый слон · c3 белый конь · f3 белый конь · a2 белая пешка · b2 белая пешка · f2 белая пешка · g2 белая пешка · h2 белая пешка · a1 белая ладья · d1 белый ферзь · e1 белая ладья · g1 белый король | d4 белая пешка · f4 белый слон · b3 белый слон · c3 белый конь · f3 белый конь · a2 белая пешка · b2 белая пешка · f2 белая пешка · g2 белая пешка · h2 белая пешка · a1 белая ладья · d1 белый ферзь · e1 белая ладья · g1 белый король | d4 белая пешка · f4 белый слон · b3 белый слон · c3 белый конь · f3 белый конь · a2 белая пешка · b2 белая пешка · f2 белая пешка · g2 белая пешка · h2 белая пешка · a1 белая ладья · d1 белый ферзь · e1 белая ладья · g1 белый король | d4 белая пешка · f4 белый слон · b3 белый слон · c3 белый конь · f3 белый конь · a2 белая пешка · b2 белая пешка · f2 белая пешка · g2 белая пешка · h2 белая пешка · a1 белая ладья · d1 белый ферзь · e1 белая ладья · g1 белый король | d4 белая пешка · f4 белый слон · b3 белый слон · c3 белый конь · f3 белый конь · a2 белая пешка · b2 белая пешка · f2 белая пешка · g2 белая пешка · h2 белая пешка · a1 белая ладья · d1 белый ферзь · e1 белая ладья · g1 белый король | d4 белая пешка · f4 белый слон · b3 белый слон · c3 белый конь · f3 белый конь · a2 белая пешка · b2 белая пешка · f2 белая пешка · g2 белая пешка · h2 белая пешка · a1 белая ладья · d1 белый ферзь · e1 белая ладья · g1 белый король | d4 белая пешка · f4 белый слон · b3 белый слон · c3 белый конь · f3 белый конь · a2 белая пешка · b2 белая пешка · f2 белая пешка · g2 белая пешка · h2 белая пешка · a1 белая ладья · d1 белый ферзь · e1 белая ладья · g1 белый король | 1 |
|   | a | b | c | d | e | f | g | h |   |

Кригшпиль (нем. kriegspiel «военная игра») — вариант шахмат, изобретённый Майклом Генри Темплом (внуком экономиста Садлера) в 1899 году и основанный на оригинальной игре кригшпиль, разработанной Георгом фон Рассевицем (нем. Georg von Rassewitz) в 1812 году и опубликованной в 1824 году.
В кригшпиле каждый игрок видит лишь свои фигуры, а фигуры противника не видит. Поэтому в игре нужен посредник (или компьютер), действующий как судья и владеющий всей информацией о ходе игры. Когда игрок, в свою очередь, пытается сделать ход, судья объявляет, легален этот ход или нет. Если ход нелегален, игрок пытается походить опять; если же легален, ход совершается. Обоим игрокам даётся информация о шахах и взятиях. Игрок может также спросить судью, есть ли на доске легальное взятие пешкой, и если ответ будет положительный, он обязан сделать попытку съедения пешкой (и если она не удастся, далее может пытаться делать любые ходы).
Поскольку положение фигур противника неизвестно, кригшпиль не является игрой с полной информацией. Шахматный кригшпиль основан на одноимённой военной игре, применявшейся в Пруссии в XIX веке для тренировки офицеров.

## Правила
Существует несколько правил игры в кригшпиль. Самые распространённые основаны на правилах сервера «Internet Chess Club», на котором кригшпиль носит название «Wild 16». Правила эти следующие.
Игра ведётся на трёх досках:
- две доски у игроков;
- одна доска у посредника (и зрителей).

Каждый игрок видит только свои фигуры, фигур противника не видит (но может отслеживать их количество). Полную картину видят зрители и посредник.
Ход игры таков.
Сначала посредник объявляет:
- «Ход белых» или
- «Ход чёрных».

Игрок делает ход. Если чья-либо пешка может «взять» пешку противника посредник объявляет:
- «Пешка нападает».

Если фигура «съедается», посредник объявляет:
- «Съедена пешка» или
- «Съедена фигура».

Если ход недопустим (например, пешка может «есть» по диагонали, но ходить по диагонали не может), посредник объявляет:
- «Нет»,

и игрок делает новую попытку хода.
Чтобы избавить игроков от необходимости проверять все взятия пешками, посредник сообщает игроку поле, на которое можно сделать «взятие». Но поле не объявляется, если ход пешкой может поставить шах. Взятия на проходе объявляются, но при этом не сообщается, что это было именно взятие на проходе.
Например: ход под шах; ход ферзя, ладьи или слона через поля, занятые фигурами противника; ход пешкой на поле, занятое фигурой противника.
В случае шаха, мата или пата, посредник объявляет:
- «Шах по вертикали»;
- «Шах по горизонтали»;
- Шах по длинной диагонали" (по более длинной из двух диагоналей от короля);
- «Шах по короткой диагонали»;
- «Шах конём»;
- «Мат»;
- «Пат»;
- «Ничья в результате повтора»;
- «Ничья по недостаточной силе оставшихся фигур»;
- «Ничья по правилу 50 ходов».

О превращении пешек не объявляется.

## Кригшпильные задачи
|   | a | b | c | d | e | f | g | h |   |
| - | --- | --- | --- | --- | --- | --- | --- | --- | - |
| 8 | f6 белый слон · d3 белый конь · a2 белая ладья · h2 чёрная пешка · f1 белый король · h1 чёрный король | f6 белый слон · d3 белый конь · a2 белая ладья · h2 чёрная пешка · f1 белый король · h1 чёрный король | f6 белый слон · d3 белый конь · a2 белая ладья · h2 чёрная пешка · f1 белый король · h1 чёрный король | f6 белый слон · d3 белый конь · a2 белая ладья · h2 чёрная пешка · f1 белый король · h1 чёрный король | f6 белый слон · d3 белый конь · a2 белая ладья · h2 чёрная пешка · f1 белый король · h1 чёрный король | f6 белый слон · d3 белый конь · a2 белая ладья · h2 чёрная пешка · f1 белый король · h1 чёрный король | f6 белый слон · d3 белый конь · a2 белая ладья · h2 чёрная пешка · f1 белый король · h1 чёрный король | f6 белый слон · d3 белый конь · a2 белая ладья · h2 чёрная пешка · f1 белый король · h1 чёрный король | 8 |
| 7 | f6 белый слон · d3 белый конь · a2 белая ладья · h2 чёрная пешка · f1 белый король · h1 чёрный король | f6 белый слон · d3 белый конь · a2 белая ладья · h2 чёрная пешка · f1 белый король · h1 чёрный король | f6 белый слон · d3 белый конь · a2 белая ладья · h2 чёрная пешка · f1 белый король · h1 чёрный король | f6 белый слон · d3 белый конь · a2 белая ладья · h2 чёрная пешка · f1 белый король · h1 чёрный король | f6 белый слон · d3 белый конь · a2 белая ладья · h2 чёрная пешка · f1 белый король · h1 чёрный король | f6 белый слон · d3 белый конь · a2 белая ладья · h2 чёрная пешка · f1 белый король · h1 чёрный король | f6 белый слон · d3 белый конь · a2 белая ладья · h2 чёрная пешка · f1 белый король · h1 чёрный король | f6 белый слон · d3 белый конь · a2 белая ладья · h2 чёрная пешка · f1 белый король · h1 чёрный король | 7 |
| 6 | f6 белый слон · d3 белый конь · a2 белая ладья · h2 чёрная пешка · f1 белый король · h1 чёрный король | f6 белый слон · d3 белый конь · a2 белая ладья · h2 чёрная пешка · f1 белый король · h1 чёрный король | f6 белый слон · d3 белый конь · a2 белая ладья · h2 чёрная пешка · f1 белый король · h1 чёрный король | f6 белый слон · d3 белый конь · a2 белая ладья · h2 чёрная пешка · f1 белый король · h1 чёрный король | f6 белый слон · d3 белый конь · a2 белая ладья · h2 чёрная пешка · f1 белый король · h1 чёрный король | f6 белый слон · d3 белый конь · a2 белая ладья · h2 чёрная пешка · f1 белый король · h1 чёрный король | f6 белый слон · d3 белый конь · a2 белая ладья · h2 чёрная пешка · f1 белый король · h1 чёрный король | f6 белый слон · d3 белый конь · a2 белая ладья · h2 чёрная пешка · f1 белый король · h1 чёрный король | 6 |
| 5 | f6 белый слон · d3 белый конь · a2 белая ладья · h2 чёрная пешка · f1 белый король · h1 чёрный король | f6 белый слон · d3 белый конь · a2 белая ладья · h2 чёрная пешка · f1 белый король · h1 чёрный король | f6 белый слон · d3 белый конь · a2 белая ладья · h2 чёрная пешка · f1 белый король · h1 чёрный король | f6 белый слон · d3 белый конь · a2 белая ладья · h2 чёрная пешка · f1 белый король · h1 чёрный король | f6 белый слон · d3 белый конь · a2 белая ладья · h2 чёрная пешка · f1 белый король · h1 чёрный король | f6 белый слон · d3 белый конь · a2 белая ладья · h2 чёрная пешка · f1 белый король · h1 чёрный король | f6 белый слон · d3 белый конь · a2 белая ладья · h2 чёрная пешка · f1 белый король · h1 чёрный король | f6 белый слон · d3 белый конь · a2 белая ладья · h2 чёрная пешка · f1 белый король · h1 чёрный король | 5 |
| 4 | f6 белый слон · d3 белый конь · a2 белая ладья · h2 чёрная пешка · f1 белый король · h1 чёрный король | f6 белый слон · d3 белый конь · a2 белая ладья · h2 чёрная пешка · f1 белый король · h1 чёрный король | f6 белый слон · d3 белый конь · a2 белая ладья · h2 чёрная пешка · f1 белый король · h1 чёрный король | f6 белый слон · d3 белый конь · a2 белая ладья · h2 чёрная пешка · f1 белый король · h1 чёрный король | f6 белый слон · d3 белый конь · a2 белая ладья · h2 чёрная пешка · f1 белый король · h1 чёрный король | f6 белый слон · d3 белый конь · a2 белая ладья · h2 чёрная пешка · f1 белый король · h1 чёрный король | f6 белый слон · d3 белый конь · a2 белая ладья · h2 чёрная пешка · f1 белый король · h1 чёрный король | f6 белый слон · d3 белый конь · a2 белая ладья · h2 чёрная пешка · f1 белый король · h1 чёрный король | 4 |
| 3 | f6 белый слон · d3 белый конь · a2 белая ладья · h2 чёрная пешка · f1 белый король · h1 чёрный король | f6 белый слон · d3 белый конь · a2 белая ладья · h2 чёрная пешка · f1 белый король · h1 чёрный король | f6 белый слон · d3 белый конь · a2 белая ладья · h2 чёрная пешка · f1 белый король · h1 чёрный король | f6 белый слон · d3 белый конь · a2 белая ладья · h2 чёрная пешка · f1 белый король · h1 чёрный король | f6 белый слон · d3 белый конь · a2 белая ладья · h2 чёрная пешка · f1 белый король · h1 чёрный король | f6 белый слон · d3 белый конь · a2 белая ладья · h2 чёрная пешка · f1 белый король · h1 чёрный король | f6 белый слон · d3 белый конь · a2 белая ладья · h2 чёрная пешка · f1 белый король · h1 чёрный король | f6 белый слон · d3 белый конь · a2 белая ладья · h2 чёрная пешка · f1 белый король · h1 чёрный король | 3 |
| 2 | f6 белый слон · d3 белый конь · a2 белая ладья · h2 чёрная пешка · f1 белый король · h1 чёрный король | f6 белый слон · d3 белый конь · a2 белая ладья · h2 чёрная пешка · f1 белый король · h1 чёрный король | f6 белый слон · d3 белый конь · a2 белая ладья · h2 чёрная пешка · f1 белый король · h1 чёрный король | f6 белый слон · d3 белый конь · a2 белая ладья · h2 чёрная пешка · f1 белый король · h1 чёрный король | f6 белый слон · d3 белый конь · a2 белая ладья · h2 чёрная пешка · f1 белый король · h1 чёрный король | f6 белый слон · d3 белый конь · a2 белая ладья · h2 чёрная пешка · f1 белый король · h1 чёрный король | f6 белый слон · d3 белый конь · a2 белая ладья · h2 чёрная пешка · f1 белый король · h1 чёрный король | f6 белый слон · d3 белый конь · a2 белая ладья · h2 чёрная пешка · f1 белый король · h1 чёрный король | 2 |
| 1 | f6 белый слон · d3 белый конь · a2 белая ладья · h2 чёрная пешка · f1 белый король · h1 чёрный король | f6 белый слон · d3 белый конь · a2 белая ладья · h2 чёрная пешка · f1 белый король · h1 чёрный король | f6 белый слон · d3 белый конь · a2 белая ладья · h2 чёрная пешка · f1 белый король · h1 чёрный король | f6 белый слон · d3 белый конь · a2 белая ладья · h2 чёрная пешка · f1 белый король · h1 чёрный король | f6 белый слон · d3 белый конь · a2 белая ладья · h2 чёрная пешка · f1 белый король · h1 чёрный король | f6 белый слон · d3 белый конь · a2 белая ладья · h2 чёрная пешка · f1 белый король · h1 чёрный король | f6 белый слон · d3 белый конь · a2 белая ладья · h2 чёрная пешка · f1 белый король · h1 чёрный король | f6 белый слон · d3 белый конь · a2 белая ладья · h2 чёрная пешка · f1 белый король · h1 чёрный король | 1 |
|   | a | b | c | d | e | f | g | h |   |

Иногда правила кригшпиля используют в шахматной композиции. При этом в вариантах решения ходы чёрных заменяются соответствующими объявлениями.
Пример кригшпильной задачи показан справа. Белые должны поставить мат в 8 ходов, где бы ни находился чёрный слон, и как бы ни ходили чёрные. (Отметим, что в реальной игре чёрные не могут видеть ходов белых, но в задаче, в которой белые должны победить, надо предполагать наихудший сценарий, то есть правильные и наилучшие ходы чёрных.)
Примеры
1. Ra1??
Это пат, поскольку изначально чёрный слон стоял на «a1».
1. Nf2 Bxf2
2. Kxf2 (or Rxf2)
Это тоже пат. Поэтому белые не должны ходить ни конём, ни слоном, поскольку обе эти фигуры могут случайно взять чёрного слона. По этой же причине, белая ладья должна ходить лишь по белым полям, но при этом достижима для неё лишь половина белых полей.
Решение
Белые пытаются сыграть
1. Rg2.
- Если этот ход невозможен (посредник говорит «нет»), то чёрный слон должен находиться на «b2», «d2» или «f2». И значит, белые сыграют

1. N(x)f2# (мат).
- Если этот ход реализуется, то далее в ответ чёрные походят слоном. Куда — белые не знают.

Далее белые пытаются сыграть
2. Rg8.
- Если этот ход невозможен, то чёрный слон должен находиться на «g3», «g5» или «g7». Белые играют

2. Be5.
Теперь, если чёрные сыграют
2…Bxe5,
то
3.Nf2#.
Иначе
3. Nf2+ Bxf2
4. Rxh2#.
- Если этот ход реализуется, то белые продолжат

3. Rh8
(это безопасно, так как чёрный слон не может оказаться на «h8» и быть взят, поскольку на предыдущем ходе его не было на «g7»)
4. Rh5
5. Rb5
(если невозможно, то
5. Rh3
и
6. Be5).
6. Rb1
7. Nf2+ Bxf2
8. Kxf2#.

## Варианты правил
- В 1903 году Франкенштейн предложил вариант игры, в котором один игрок видит всю доску, а другой играет вслепую. Чтобы сделать игру честной, первый игрок даёт фору. Франкенштейн предложил два варианта:

- «pickle pot»: игрок, который видит всю доску, играет без ладей, коней и одного слона;
- «one-eye»: то же, но с форой в ферзя, коней и слона.

В обеих версиях в начале игры объявляется, какой из слонов остаётся.
- Аналогичный этим вариантам полу-кригшпиль был предложен Давидом Сильверманом в 1971 году. В его варианте слепая сторона играет лишь с королём и ферзём, которых перед началом партии может поставить на любые пустые поля.
- В современном кригшпиле Брюса Трона (1986 год), после каждого хода игрок указывает на 7 полей, которые посредник должен ему открыть. Остальные правила такие же, как и в обычном кригшпиле.
- Игра «crazyhouse kriegspiel» (сокращённо, CrazyKrieg) получена комбинацией игр «crazyhouse» и кригшпиля[3].

В сёги игра, аналогичная кригшпилю, называется цуйтатэ сёги.